# Kung Fu Pian
Kung Fu Pian (kung fu-film) är en kinesisk filmgenre som innehåller mycket kung fu.
I den här genren finns både filmer från Shaw Brothers och filmer med Bruce Lee, filmer som ofta kretsade kring blodig hämnd, och Jackie Chans kung fu-komedier.
Eftersom Kung fu ser väldigt bra ut på film så är det en vanlig kampsport i filmer där slagsmålssekvenser skall vara med. Ett exempel på detta är Matrix-filmerna som skulle kunna klassas som Kung fu-filmer trots att de inte är kinesiska.